# Ефремов, Владимир Ильич
Владимир Ильич Ефремов (5 мая 1952, посёлок Таранай, Анивский район, Сахалинская область) — российский государственный деятель. Председатель Сахалинской областной думы с июля 2002 по 7 сентября 2017 года.

## Биография
Родился 5 мая 1952 года в посёлке Таранай Анивского района Сахалинской области. После окончания школы в 1969 году, работал шофёром, позже был призван на военную службу в советскую армию.
Окончил Хабаровский политехнический институт и Хабаровскую высшую партийную школу.
После окончания политехнического института в 1978 году, являлся экономистом проектно-сметного отдела Тихоокеанской экспедиции "Южморгео". С 1979 года работал в партийно-хозяйственных органах власти: сначала был инструктором отдела пропаганды и агитации Южно-Сахалинского горкома КПСС, затем заместителем председателя Южно-Сахалинского горисполкома, а позднее секретарём Ленинского райкома КПСС Южно-Сахалинска. В 1988 году Ефремов возглавил ведущий отдел главного планово-экономического управления облисполкома. В 1994 году стал руководителем представительства ОАО «Сахалинморнефтегаз» в Южно-Сахалинске, а в январе 2000 года назначен директором представительства нефтяной компании «Роснефть» на Дальнем Востоке. 
В 2000 году избран депутатом Сахалинской областной Думы третьего созыва по первому избирательному округу Южно-Сахалинска. Работал в постоянных комиссиях по бюджету и финансам, по природопользованию и экологии. В июле 2002 года избран председателем областной Думы третьего созыва.
В 2003 году на выборах депутатов Государственной думы выдвигал свою кандидатуру по Сахалинскому округу от партии «Единая Россия», занял второе место с 21,02 % голосов.
В дальнейшем переизбирался на эту должность в 2004, 2008 и 2012 годах. В думе пятого и шестого созыва представлял жителей Корсаковского городского округа.

## Награды
- Медаль «300 лет Российскому флоту»
- Орден Почёта за заслуги в законотворческой деятельности (2007)
- Медаль «Совет Федерации 15 лет» (2009)
- Почётная грамота президента Российской Федерации за вклад в развитие российского законодательства (2012)
- Почётный гражданин Сахалинской области